# Karol Skórkowski

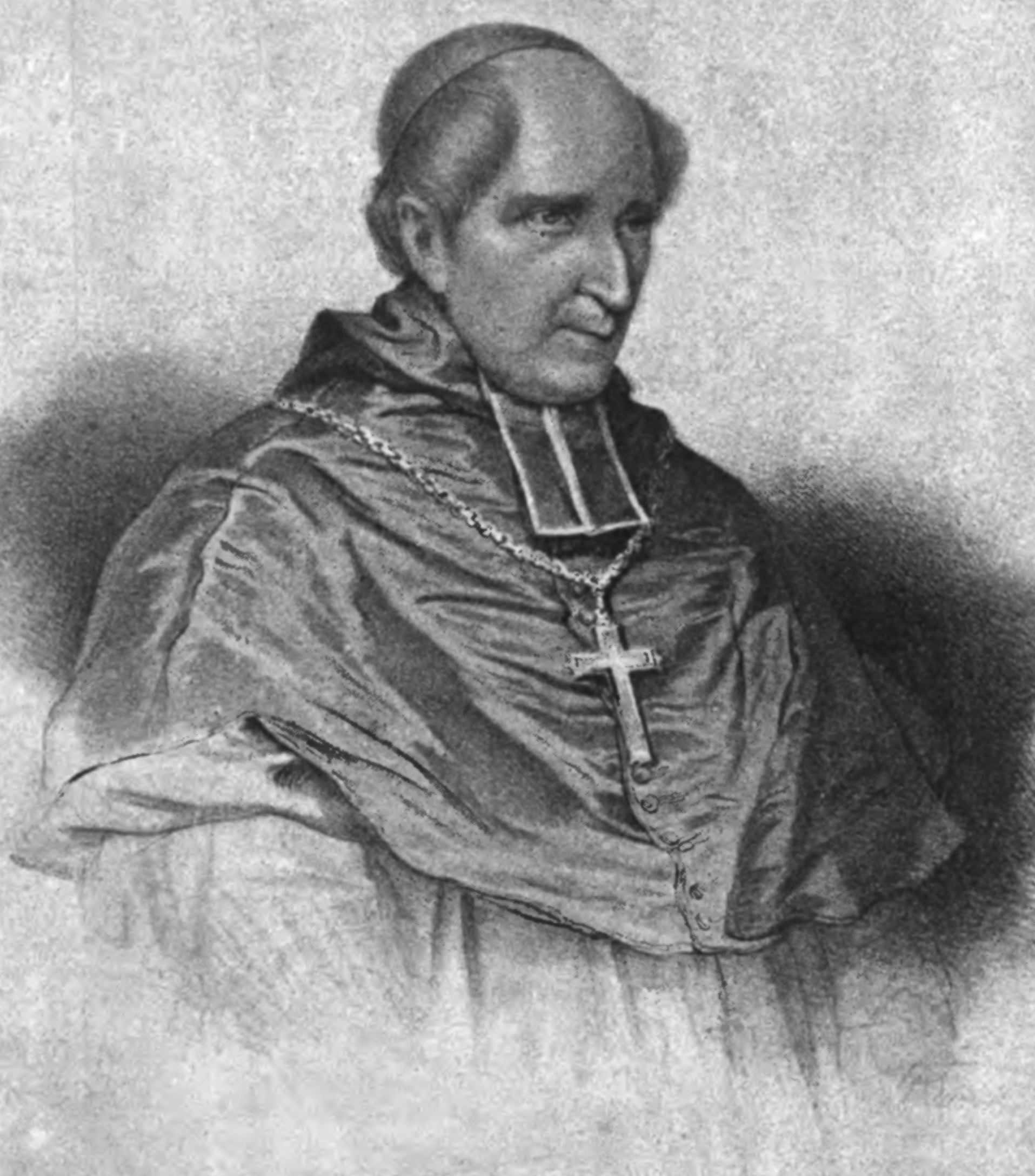
Karol Wincenty Skórkowski

Wincenty Saryusz Karol Skórkowski (* 1768 in Jankowice, heute Gmina Jedlińsk; † 25. Januar 1851 in Troppau, Österreichisch-Schlesien heute Opava, Tschechien) war ein polnischer römisch-katholischer Geistlicher und von 1830 bis zu seinem Tod Bischof von Krakau. Er unterstützte die polnische Nationalbewegung in einer Epoche, in der es keinen unabhängigen  polnischen Staat gab, und musste 1835 auf Druck Russlands sein Bistum verlassen.

## Leben
Skórkowski war ein Sohn von Jan und Magdalena Leszczyc-Siemińska. Im Jahr 1787 trat er in das Missionsseminar in Krakau ein. Nach drei Jahren wechselte er an das Priesterseminar in Warschau. Im Jahr 1792 wurde er zum Priester geweiht und erhielt eine Pfarrei in Błotnica. 1795 wurde er Kanoniker im Krakauer Domkapitel. Im Jahr 1812 wurde er in den Generalrat der Allgemeinen Konföderation des Königreichs Polen berufen. Nach der Niederlage von Napoleon in Russland ging er nach Krakau. Dort war er ein enger Mitarbeiter von Bischof Jan Paweł Woronicz. Nach der Versetzung von Jan Paweł Woronicz nach Warschau wurde Skórkowski zuerst Kapitularvikar.
Am 1. Juli 1828 wurde er vom Domkapitel zum Bischof von Krakau gewählt. Papst Pius VIII. und Zar Nikolaus I. bestätigten die Wahl im Juli 1829. Seine Bischofsweihe fand am 24. Januar 1830 in Warschau durch Ladislas Adam Prosper Burzyński OFMRef, Bischof von Sandomierz statt. Mitkonsekratoren waren Józef Szczepan Koźmian, Bischof von Włocławek, und Mikołaj Jan Manugiewicz, Bischof von Sejny o Sejna o Augustów.
Nach Ausbruch des Novemberaufstandes wurde er zum Verfechter des bewaffneten Kampfes der polnischen Nation gegen den Zarismus. Nach dem Einmarsch der russischen Truppen in Krakau kam er in Hausarrest. Nach Abgabe einer Treueerklärung wurde er wieder freigelassen. Zar Nikolaus I. verbot ihm am 15. Juli 1833 die Ausübung der Geistlichen Gerichtsbarkeit innerhalb der Grenzen des Königreichs Polen, des sogenannten Kongresspolen, und setzte die Gehaltszahlung aus. Er ernannte Pater Adam Paszkowicz, Erzdiakon von Warschau, zum Administrator dieses Teils des Bistums. Die Entscheidung des Zaren wurde vom österreichischen Ministerpräsidenten Klemens Metternich unterstützt. Skórkowski protestierte gegen die Übertragung der geistlichen Gerichtsbarkeit, da diese Entscheidung nur dem Papst zustehe. Bei seinem Besuch bei Pater Paszkiewicz in Kielce verlieh er diesem nicht nur keinerlei Befugnisse, sondern exkommunizierte ihn auch. Die Exkommunikation verschärfte die Beziehungen des Bischofs zum Zarismus weiter und beschleunigte die Entscheidung des Vatikans, ihn in eine andere Diözese zu versetzen. Papst Gregor XVI. teilte dem Bischof auf Druck russischer Diplomaten am 30. Mai 1835 schriftlich mit, dass er Krakau verlassen solle. Der Bischof unterwarf sich den Wünschen des Papstes und verließ nach der Ernennung von Pater Franciszek Zglenicki Krakau für immer. Er ging nach Troppau in Schlesien, um dort im Franziskanerkloster zu leben.
Er befand sich in einer sehr schwierigen finanziellen Situation, da er vom österreichischen Staat kein Gehalt, sondern nur geringe Beträge von der Freien Stadt Krakau erhielt. Darüber hinaus stand er ständig unter polizeilicher Überwachung und seine Korrespondenz wurde zensiert. In seiner Isolation wurde er nur vom Kanoniker Rudolf Zajączkowski begleitet. Nach Zglenickis Tod wählte das Krakauer Kapitel ohne Skórkowskis Zustimmung Ludwik Łętowski zum Administrator der Diözese. Auf Druck des päpstlichen Nuntius akzeptierte der Bischof die Wahl, ernannte Łętowski jedoch nicht zu seinem Suffragan. Dieser Schritt verschärfte die angespannten Beziehungen zwischen ihnen weiter und führte zum Abbruch ihrer Korrespondenz.
Während des Krakauer Aufstands forderte ihn die Nationalregierung auf, nach Krakau zurückzukehren, doch das Scheitern des Aufstands führte dazu, dass der Bischof in Troppau blieb. Nach der Niederschlagung des Aufstands intervenierte er in Wien, um am Aufstand beteiligte Priester aus der Krakauer Diözese freizulassen. Nachdem Łętowski sein Apostolisches Vikariat niedergelegt hatte, ernannte Skórkowski Pater Mateusz Gładyszewicz.
Papst Pius IX. stimmte keiner weiteren Änderung zu. Er ernannte keinen neuen Bischof und erlaubte auch die Rückkehr von Skórkowski nach Krakau nicht.
Im Alter von 83 Jahren starb er 1851 nach viertägiger Krankheit in Troppau. Aus Angst vor patriotischen Kundgebungen stimmten die österreichischen Behörden der Beerdigung in der Wawel-Kathedrale nicht zu. Der Bischof wurde vorübergehend im Dorf Katarzynki bei Troppau in der örtlichen Pfarrkirche beigesetzt. Am 9. Oktober 1913 wurde er auf Wunsch von Erzbischof Adam Stefan Sapieha exhumiert, feierlich nach Krakau übertragen und in der Wawel-Kathedrale unter der Confessio des hl. Stanislaus bestattet.